# Kość przedzębowa

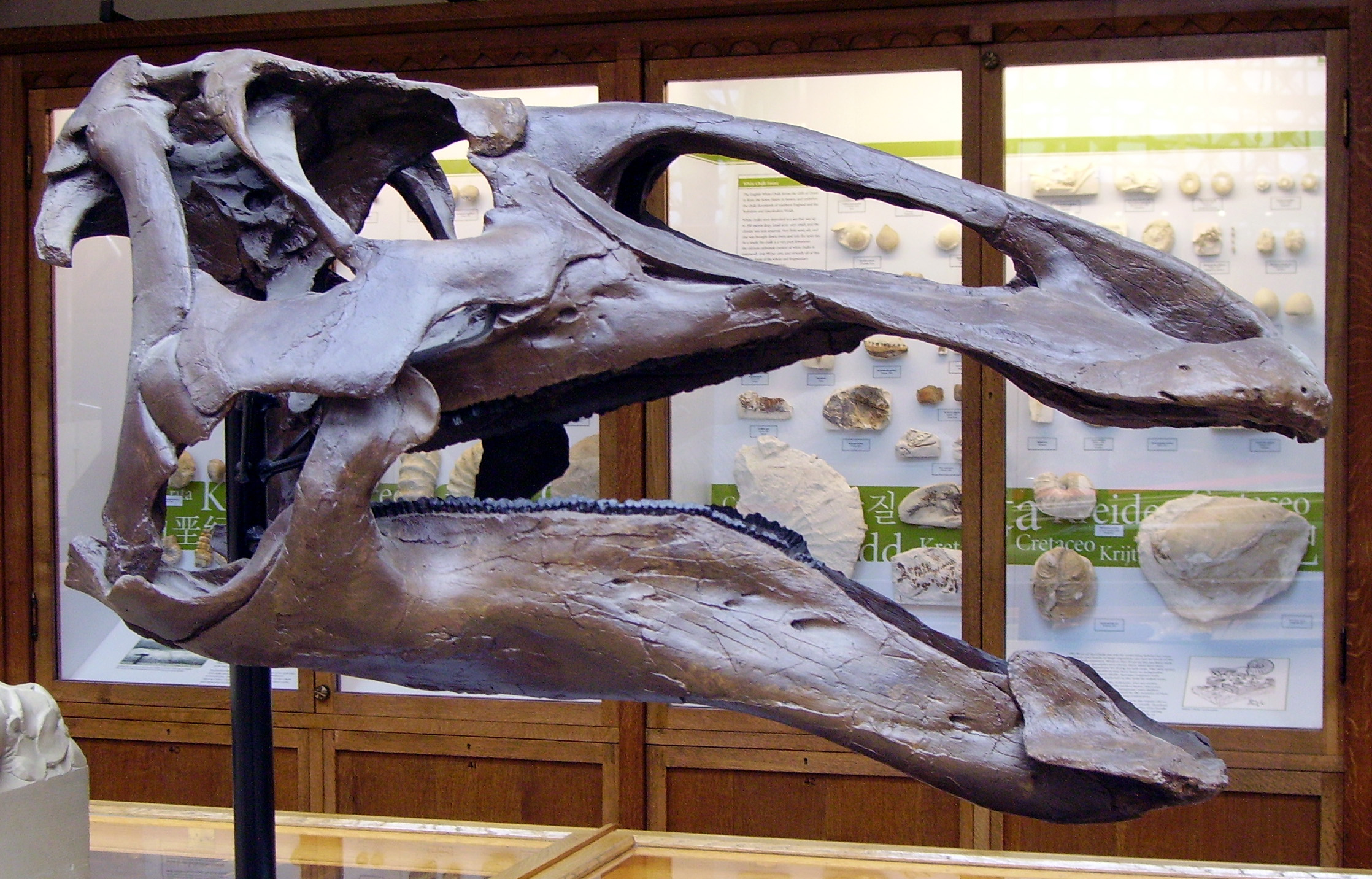
Kość przedzębowa u edmontozaura.

Kość przedzębowa (łac. os praedentale) – „dodatkowa” kość żuchwy znajdująca się na jej początku i poszerzająca kość zębową (główną kość żuchwy). Występuje ona u dinozaurów ptasiomiednicznych (Ornithischia), u których stanowi przystosowanie do roślinożerności. Stykając się z kością przedszczękową tworzy dziobopodobną strukturę. U ceratopsów była ona przeciwstawna do kości rostralnej (łac. os rostrale).
Kość przedzębowa występowała także u ptaków z kladu Ornithurae – odnotowano ją u przedstawicieli Hesperornithes, ichtiornisa, a także bardziej bazalnych rodzajów Yanornis, Yixianornis, Hongshanornis i Jianchangornis, jednak zanikła u Neornithes. Ptasia kość przedzębowa była funkcjonalnie odmienna od występującej u ptasiomiednicznych.
Kość przedzębową odnaleziono również u niektórych dinozauromorfów z grupy Silesauridae, takich jak Sacisaurus i Silesaurus, uważanych dawniej za dinozaury ptasiomiedniczne.